# Теорема Генрі Джорджа
Теорема Генрі Джорджа (англ. Henry George theorem) — теорія в економіці названа на честь американського активіста та політичного економіста Генрі Джорджа в 19-му столітті, в якій йдеться про те що за певних умов вигідні інвестиції у державні блага збільшать сукупну оренду землі як мінімум на стільки, скільки коштують інвестиції.

## Історія та теорія виникнення теореми Генрі Джорджа
У 1977 році Джозеф Стігліц показав, що за певних умов вигідні інвестиції у державні блага збільшать сукупну оренду землі як мінімум на стільки, скільки коштують інвестиції. Цей результат був названий економістами теоремою Генрі Джорджа, оскільки він характеризує ситуацію, коли «єдиний податок» Генрі Джорджа не тільки ефективний, але і є єдиним податком, необхідним для фінансування державних витрат. Джозеф Стігліц писав, що «Однією з найбільш важливих, але недооцінених ідей в економіці є принцип Генрі Джорджа щодо оподаткування землі, і в більш загальному плані, природних ресурсів». Стігліц також стверджує, що тепер ми знаємо, що земельний податок «навіть кращий, ніж думав Генрі Джордж».
Цей загальний взаємозв'язок, який вперше виявили французькі економісти у 18 столітті, є основою для того, щоб виступати за збір податку, заснованого на додатковій платі за землю, щоб допомогти компенсувати витрати державних інвестицій, що сприяють створенню земельних цінностей. Генрі Джордж популяризував цей метод підвищення суспільного доходу у своїх працях, особливо в праці «Прогрес і бідність» (англ. Progress and Poverty, 1879). Цей метод був запущений в рух «єдиного податку». Промовиста і різка, його книга стала, і залишається донині, неперевершеним бестселером в галузі економічної теорії та політики.
Генрі Джордж визначає проблему, як зростання потреб при збільшенні багатства. Виступаючи проти мальтузіанського фаталізму, розглядаючи його просто як засіб виправдання привілеїв, економіст пов'язує низьку заробітну плату і безробіття зі штучним зменшенням використання землі, бар'єрами для вільного обміну. Своєю чергою така невелика кількість використаної землі викликана нерівним розподілом суспільних земель, концентрацією і «спекуляцією». Не зважаючи на те, що умови описані в статті Джозефа Стігліца не існують насправді, то фактичні умови досить часто близькі до теоретичних ідеалів, в яких більшість державних витрат дійсно з'являється як збільшення вартості землі.
Спекуляція, як визначав Генрі Джордж — це перехід ринку, який зачіпає і земельну власність, стосовно якої цей перехід пов'язаний з наявністю незаробленого приросту доходу.
У своїй теоремі економіст пропонує підняти податок на не використовувані землі, таким чином, соціалізуючи ціну без додаткового податкового тягаря. Джордж хотів відмовитись від інших податків, вважаючи їх бар'єрами для торгівлі та прибутку, зайнятості й капіталу. Він стверджував, що грошовий канал, який виникне внаслідок цього податку, бувши нейтральним для граничних землевласників, приведе в рух та оживить весь взятий в цілому земельний ринок, сприяючи більшому використанню землі. Спостерігаючи за своїми дослідженнями Джордж зрозумів, що в іншому випадку всі стимули ширшого використання землі будуть підірвані спекуляцією.